# Csúcs-hegyi Egyenes-barlang
A Csúcs-hegyi Egyenes-barlang a Duna–Ipoly Nemzeti Park területén lévő Pilis hegységben, a Csúcs-hegyen található egyik barlang.

## Leírás
Csobánka szélén, erdőben, a Csúcs-hegy északnyugati részén elhelyezkedő sziklacsoportban, sziklafal alján van az északnyugatra néző, természetes jellegű, szabálytalan alakú, vízszintes tengelyirányú bejárata. A település szélén, ahol a Kevély-nyereg felé tartó piros sáv jelzésű turistaút letér az aszfaltútról, ott kell lejtőirányba felfelé kanyarodni és akkor lehet eljutni a sziklacsoporthoz.

## Kutatástörténet
2009. július 29-én Kovács Richárd mérte fel a barlangot és a felmérés alapján megszerkesztette a barlang alaprajz térképét, amelyen a barlang 1 keresztmetszete is látható. A barlangtérképlap szerint a barlang Csobánkán helyezkedik el, barlangkataszteri száma 4820-78 és a felmérés alapján 2,6 m hosszú, +1,3 m mély.